# Guwange
Guwange (ぐわんげ?) es un juego de arcade desarrollado por Cave en 1999. Es un matamarcianos vertical cuya historia tiene lugar en el Japón antiguo. El jugador puede elegir entre tres personajes que deben luchar contra varios demonios y soldados a través de seis niveles. La historia de Guwange se sitúa en el período Muromachi de Japón. Como todos los Shoot 'em Ups maníacos de Cave, Guwange presenta distintos elementos dentro de la jugabilidad que lo distinguen de la gran mayoría de los Shoot 'em Ups. Un elemento principal dentro de Guwange es el "espíritu", que es un espíritu familiar indestructible y guiado remotamente que puede ser usado para atacar, para defenderse de proyectiles o para recolectar power-ups a costa de un reducido movimiento y poder de fuego normal. Es también poco común para el género el enfoque que posee, donde el personaje camina mientras el campo de juego se mueve en todas las direcciones (aunque el personaje siempre mira hacia arriba). Además, se agregan al terreno distintos obstáculos como paredes y puentes, dejando distintas zonas del mismo inaccesibles para el jugador.
El aspecto visual en Guwange es muy cuidado y fluídamente animado. Posee una gran dificultad para alcanzar puntajes altos, lo cual lo hace un favorito de culto para muchos jugadores del género.